# Luciano Negrini
Luciano Negrini   (Venècia, 22 de juny de 1920 - Lecco, 12 de desembre de 2012) fou un remer italià que va competir durant la dècada de 1930.
El 1936 va prendre part en els Jocs Olímpics de Berlín, on guanyà la medalla de plata en la prova del dos amb timoner del programa de rem. Formà equip amb Almiro Bergamo i Guido Santin.
En el seu palmarès també destaca una medalla d'or al Campionat d'Europa de rem de 1935 en la prova del dos amb timoner.